# 楼兰故城遗址
楼兰故城遗址位于新疆维吾尔自治区巴音郭楞蒙古自治州若羌县。1900年，瑞典探险家斯文·赫定在罗布泊西部发现此处遗址（編號LA），后经证实是楼兰古城。1988年，中国国务院公布为第三批全国重点文物保护单位（古遗址）。城池遗址的平面为不规则的方形，四面城墙的长度为320米左右。
樓蘭是絲綢之路上的交通樞紐，地處塔里木盆地，位於塔克拉瑪干沙漠以東，羅布泊地區西北部。塔里木盆地干旱的荒漠氣候造成了該地區脆弱的生態環境。惡劣的氣候條件和人類的活動影響最終導致該地區水源枯竭、綠洲退化，人類被迫退出了這一地區。
遗址不易抵達，成本高昂且需審批手續且要有專業團隊帶領進入沙漠。

## 管理问题
2001年以来推行的“新樓蘭計劃”曾被指急功近利、野心勃勃，對此夏訓誠表示：“新楼兰计划的目标并不是要在罗布泊旁再造一个淡水湖，再造一个楼兰，而是借助塔里木河下游和罗布泊的生态重建，对罗布泊地区丰富的矿产、旅游、特色农业等产业进行开发，恢复罗布泊在现代文明中的重要地位。此前媒体报道不尽准确。”
2007年，人民网的报道称“古城缺乏有效的保护”、“楼兰古城管理十分混乱，工作人员对游客的参观放任自流。”。
2020年底，文物保护工作者完成了一次对楼兰古城遗址的抢险加固工程，延续了古城内三间房和佛塔遗址的寿命。